# زوپلاس
زوپلاس (انگلیسی: Zooplus) یک شرکت خرده‌فروشی آلمانی است؛ که در سال ۱۹۹۹ تأسیس شد.